# Пасажиромісткість
Пасажиромісткість — передбачена технічною характеристикою транспортного засобу та визначена у реєстраційних документах кількість місць для перевезення пасажирів у транспортному засобі.
Собівартість пасажирських перевезень залежить від пасажиромісткості транспортних засобів, які використовуються на маршруті. Вона визначає тариф перевезень, від якого залежить дохід перевізника. З точки зору пасажирів для них важливим є витрати часу на пересування та розмір транспортної стомлюваності пасажирів. Тому при виборі пасажироміскості транспортних засобів на маршруті необхідно враховувати сукупність факторів, що впливають на економічну і соціальну ефективність перевізного процесу.
Пасажиромісткість є критерієм відмінності між автобусами і легковими автомобілями. Міжнародною конвенцією про дорожній рух встановлено, що до автобусів відносяться пасажирські автомобілі з кількістю місць для пасажирів вісім і більше.